# 百毒下し
百毒下し（ひゃくどくくだし）は、三重県四日市市赤堀に本社を置く翠松堂製薬株式会社が製造・販売する一般用医薬品。
主成分に6種類の生薬を使用している。効能は便秘と、便秘に伴う次の症状の緩和：頭重、のぼせ、肌あれ、吹出物、食欲不振（食欲減退）、腹部膨満、腸内異常発酵。
処方は、近代医学の開祖である松本良順が、四日市の宿場町で製薬所を営んでいた同社に伝えたもの。晩年の1892年（明治25年）のこととされている。